# Ricardo Ezzati Andrello
Ricardo Ezzati Andrello, S.D.B. (Campiglia dei Berici, 7. siječnja 1942.), je čileanski rimokatolički kardinal i santijaški nadbiskup.

## Životopis
Rođen je u mjestu Campiglia dei Berici u Italiji 7. siječnja 1942. U Čile dolazi 1959. godine. Pridružio se salezijanacima 3. svibnja 1961. godine. Ulazi u novicijat salezijanaca u Quilpuéu te je studirao filozofiju na Katoličkom sveučilištu u Valparaísu. Teologiju je studirao na Papinskom salezijanskom sveučilištu u Rimu, gdje je stekao licencijat iz teologije. 
Svoje konačne zavjet za salezijanca dao je 30. prosinca 1966., a za svećenika je zaređen 18. ožujka 1970. Nakon ređenja primio licencijata iz religijskih studija te dobiva naslova profesora religije i filozofije na Katoličkom sveučilištu u Valparaísu. Bio je profesor na Teološkom fakultetu na Papinskom katoličkom sveučilištu u Čileu.
Godine 1991. imenovan je službenikom Kongregacije za ustanove posvećenog života i družbe apostolskog života. Za biskupa Valdivije je imenovan 28. lipnja 1996., a posvećen 8. rujna iste godine. Dana 10. srpnja 2001. imenovan je naslovnim biskupom La Imperiala i pomoćnim biskupom nadbiskupije Santiago de Chile. Služio je kao pomoćni biskup nadbiskupije Santiago de Chile do 27. prosinca 2006. godine, kada je imenovan za nadbiskupa nadbiskupije Concepción. U lipnju 2009. godine, papa Benedikt XVI. je imenovao nadbiskupa Ezzatija Andrella, zajedno s još četiri prelata, apostolskim vizitorom kongregacije "Legionari Krista". 
Papa Benedikt imenovao je Ezzatija Andrella metropolitanskim nadbiskupom Santiago de Chilea te je tako de facto postao primas Katoličke Crkve u Čileu. Primio je palij od pape Benedikta XVI. kao novog metropolitanskog nadbiskupa, 29. lipnja 2011. godine, na svetkovinu sv. Petra i Pavla. Godine 2010. godine izabran je na mjesto predsjednika Biskupske konferencije Čilea.
Papa Franjo je Ezzatija Andrella imenovao članom Kongregacije za katolički odgoj, u studenom 2013. Na konzistoriju, 22. veljače 2014. godine, Ricardo Ezzati Andrello je uzvišen na razinu kardinala, postavši tako kardinal svećenik crkve Santissimo Redentore a Valmelaina. Za geslo ima Propovijedati (lat. Ad evangelizandum, špa. Para evangelizar).